# Automolus paraensis
Automolus paraensis là một loài chim trong họ Furnariidae.